# Penny Arcade Expo
 (octobre 2019).
Si vous disposez d'ouvrages ou d'articles de référence ou si vous connaissez des sites web de qualité traitant du thème abordé ici, merci de compléter l'article en donnant les références utiles à sa vérifiabilité et en les liant à la section « Notes et références ».
La Penny Arcade Expo (PAX) est un salon américain consacré aux jeux vidéo, créé en 2004 par Jerry Holkins et Mike Krahulik, les auteurs du webcomic Penny Arcade. L'exposition est créée dans le but de promouvoir de manière égale le jeu vidéo sur PC et sur mobile.

Organisé initialement dans la ville de Bellevue, dans l'État de Washington, l'événement est transféré à Seattle à partir de 2007.

L'événement a été scindé en deux : une exposition pour la côte Est, et une autre pour la côte Ouest. Devenu semi-annuel, l'événement a changé de nom pour devenir PAX Prime et PAX East (pour la côte Est des États-Unis).
L'édition de la côte Est a  lieu à Boston, dans l'État du Massachusetts et l'édition de 2011 a vu la plus grosse affluence de l'événement. Elle se déroulait au Boston Convention and Exhibition Center contrairement à la première édition qui avait eu lieu au John B. Hynes Veterans Memorial Convention Center.
La PAX Prime 2011 a finalement établit un nouveau record d'affluence, dépassant les 70 000 visiteurs. Elle s'est déroulée au Washington State Convention Center de Seattle du 26 août au 28 août 2011.

## Visiteurs

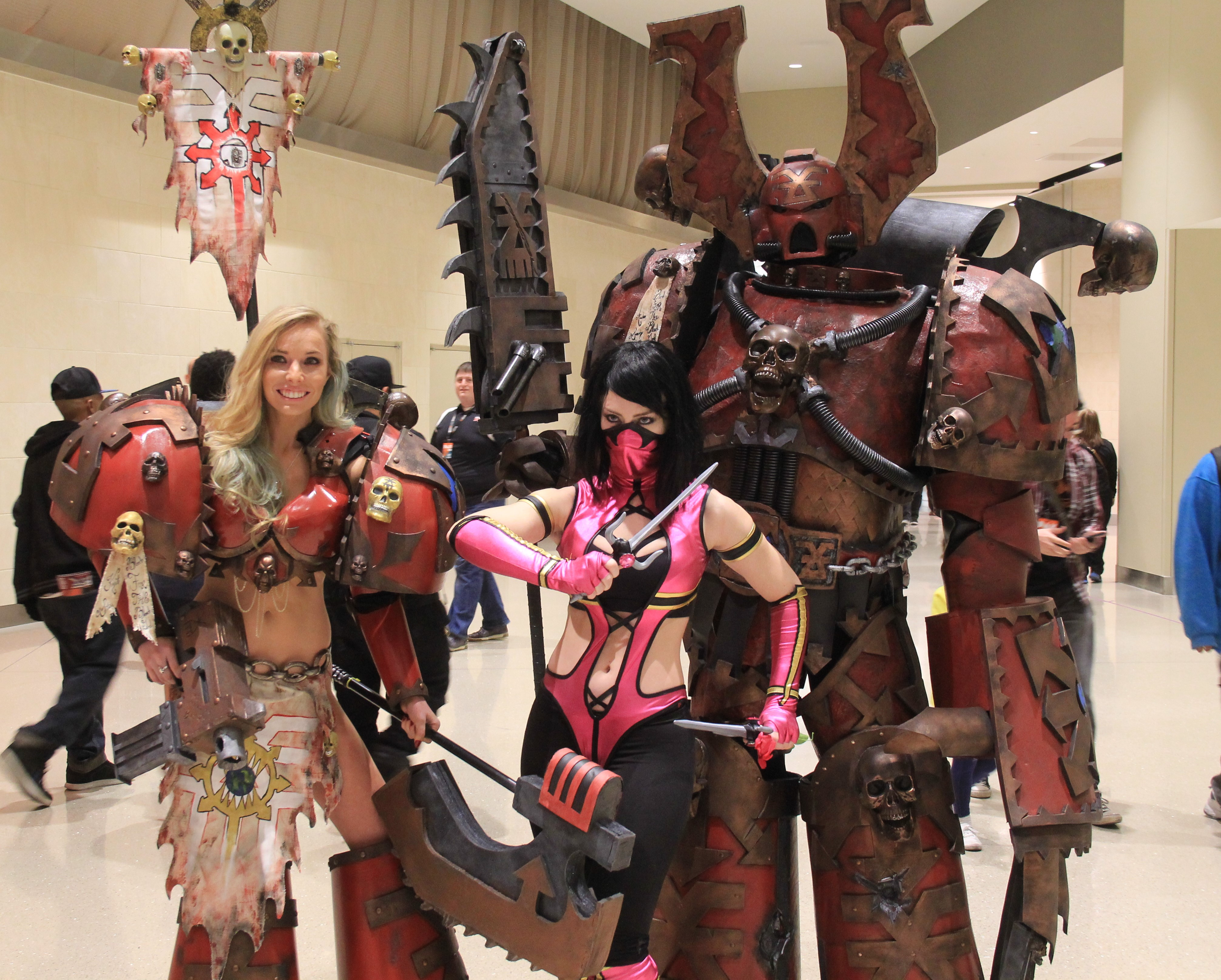
Cosplayers à PAX South 2017.

PAX Prime
| Année | Date                      | Visiteurs   |
| ----- | ------------------------- | ----------- |
| 2004  | 28 août - 29 août         | 3 300       |
| 2005  | 26 août - 28 août         | 9 000       |
| 2006  | 25 août - 27 août         | 19 323      |
| 2007  | 24 août - 27 août         | 39 000      |
| 2008  | 29 août - 31 août         | 58 500      |
| 2009  | 4 septembre - 6 septembre | 60 750      |
| 2010  | 3 septembre - 5 septembre | 67 600      |
| 2011  | 26 août - 28 août         | + de 70 000 |
| 2012  | 31 août - 2 septembre     |             |
| 2013  | 30 août - 2 septembre     |             |

PAX East
| Année | Date                    | Visiteurs      |
| ----- | ----------------------- | -------------- |
| 2010  | 26 mars - 28 mars       | 52 290         |
| 2011  | 11 mars - 13 mars       | 69 500         |
| 2012  | 6 avril - 8 avril       |                |
| 2013  | 22 mars - 24 mars       |                |
| 2017  | 10 mars -13 mars        |                |
| 2019  | 28 mars - 31 mars       |                |
| 2020  | 27 février - 1er mars   |                |
| 2021  | 15 juillet - 18 juillet | édition online |

PAX West
| Année | Date                      | Visiteurs |
| ----- | ------------------------- | --------- |
| 2019  | 30 août - 2 septembre     |           |
| 2020  | 9 octobre - 11 octobre    | annulé    |
| 2021  | 3 septembre - 6 septembre |           |

PAX South
| Année | Date                    | Visiteurs |
| ----- | ----------------------- | --------- |
| 2019  | 18 janvier - 20 janvier |           |

PAX Australia
| Année | Date                        | Visiteurs |
| ----- | --------------------------- | --------- |
| 2013  | 20 juillet - 22 juillet     |           |
| 2020  | 12 septembre - 20 septembre | annulé    |

PAX Online
| Année | Date                        | Visiteurs |
| ----- | --------------------------- | --------- |
| 2020  | 12 septembre - 20 septembre |           |